# Matthias Quent

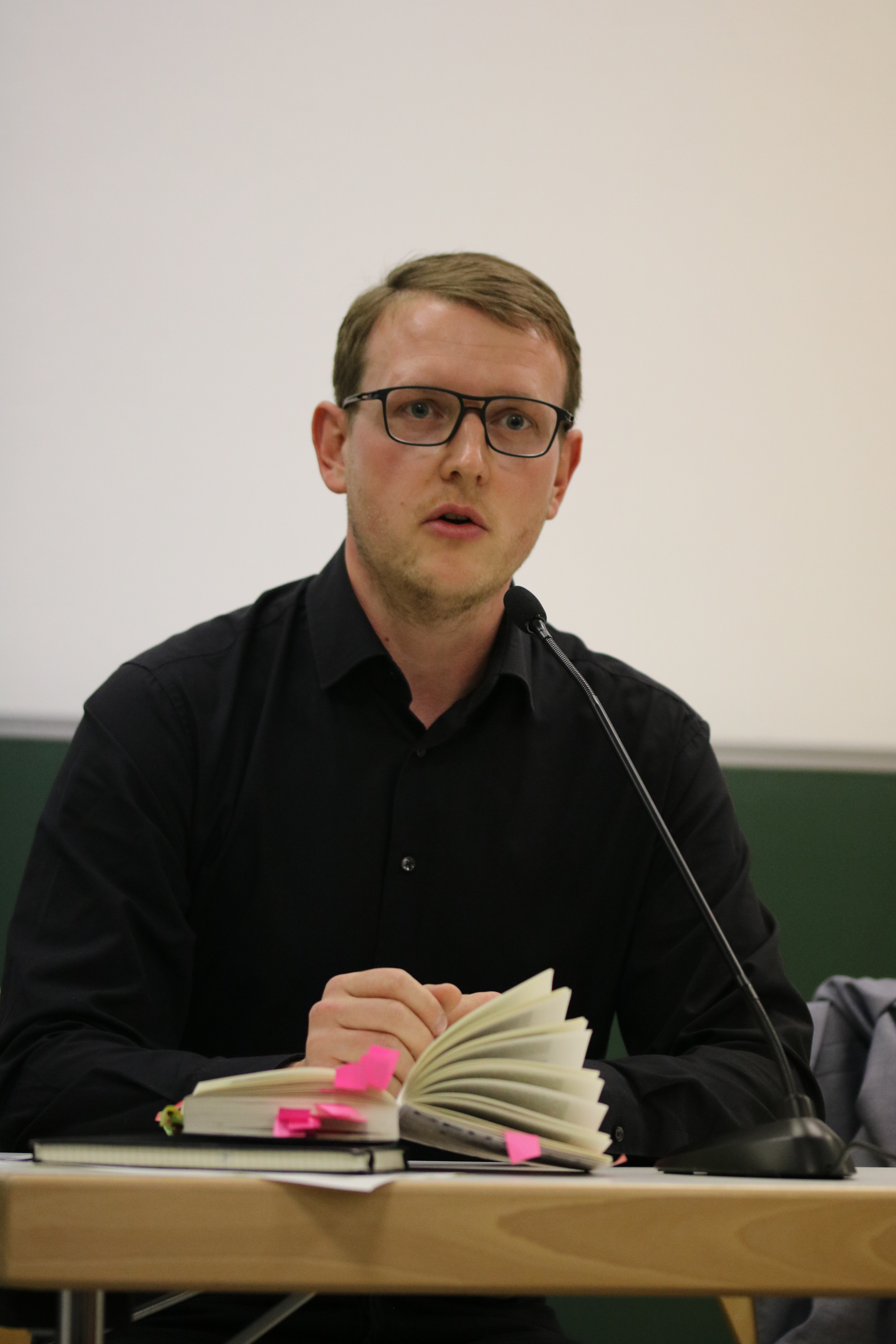
Matthias Quent, 2019

Matthias Quent (* 1986 in Arnstadt) ist ein deutscher Soziologe, Rechtsextremismusforscher und Hochschullehrer.

## Leben und Wirken

### Werdegang
Quent wuchs in Thüringen auf, studierte Soziologie, Politikwissenschaft und Neuere Geschichte an der Friedrich-Schiller-Universität Jena und University of Leicester. 2012 wurde er für seine Magisterarbeit mit dem Nachwuchspreis des Forschungsschwerpunktes Rechtsextremismus/Neonazismus der Hochschule Düsseldorf ausgezeichnet. Von 2011 bis 2016 war er wissenschaftlicher Mitarbeiter und Doktorand am Institut für Soziologie an der Universität Jena. 2015 wurde Quent dort zum Dr. phil. promoviert.
Ebenfalls ab 2016 war er Gründungsdirektor des Institutes für Demokratie und Zivilgesellschaft (IDZ), einer außeruniversitären Forschungseinrichtung in Trägerschaft der Amadeu Antonio Stiftung. Mit der Gründung des Instituts zum 1. August 2016 setzte die Thüringer Landesregierung eine Vereinbarung aus dem 2014 geschlossenen Koalitionsvertrag zwischen Linkspartei, SPD und Grünen um. Seit 2019 ist das IDZ ein Teilstandort des bundesweiten Forschungsinstituts Gesellschaftlicher Zusammenhalt.
Im Mai 2021 wurde er zum Professor für Soziologie in der Sozialen Arbeit an die Hochschule Magdeburg-Stendal berufen. Zum 1. Februar 2022 gab Quent die Leitung des IDZ an Axel Salheiser ab. Im selben Jahr gründete Quent gemeinsam mit Katrin Reimer-Gordinskaya das Institut für demokratische Kultur (IdK) an der Hochschule Magdeburg-Stendal.

### Kommissionen
2012 war Quent als Sachverständiger im Untersuchungsausschuss „Rechtsterrorismus und Behördenhandeln“ des Thüringer Landtags tätig. 2016 war Quent außerdem Sachverständiger für den Deutschen Bundestag sowie Sachverständiger im Untersuchungsausschuss des Hessischen Landtages zum Mordfall Walter Lübcke und im Gerichtsverfahren gegen den rechtsterroristischen Attentäter Stephan Balliet.
2017 war Quent neben Florian Hartleb und Christoph Kopke einer von drei von der Stadt München eingesetzten Gutachtern zur Einschätzung des OEZ-Attentats, das zunächst als Amoktat eingeschätzt wurde. Quent bewertete die Tat als ein rassistisches Hassverbrechen, 2019 stuften auch Polizei und Landesregierung in Bayern den Anschlag als rechtsextrem ein.
2024 war Quent Teil der Sachverständigenkommission für den Viertern Engagementbericht - Zugangschancen zum freiwilligen Engagement im Auftrag des Bundesministeriums für Bildung, Familie, Senioren, Frauen und Jugend.
Derzeit ist Quent u. a. Mitglied im Beirat des Landesprogramms für Demokratie, Vielfalt und Weltoffenheit des Landes Sachsen-Anhalt. Er ist außerdem Vertrauensdozent der Hans-Böckler-Stiftung.

### Medienrezeption
Als Experte für die Themenfelder Rechtsextremismus, Vigilantismus, politische Gewalt und Terrorismus ist Quent in nationalen (u. a. Tagesschau) und internationalen Medien (u. a. New York Times) und Talkshows (u. a. Markus Lanz) sowie bei zivilgesellschaftlichen Organisationen präsent. Er ist Mitherausgeber der Zeitschrift für Rechtsextremismusforschung „ZRex“ und gründete die Schriftenreihe „Wissen schafft Demokratie“ des IDZ Jena.
Matthias Quent zählt zu den wissenschaftlichen Stimmen, die sich in der öffentlichen Debatte für ein Verbotsverfahren der AfD aussprechen. Er argumentiert, dass die Partei nicht allein wegen ihrer politischen Inhalte problematisch sei, sondern weil ihre Programmatik und Praxis zentralen Prinzipien der freiheitlich-demokratischen Grundordnung, insbesondere der Menschenwürde, widerspreche. Quent sieht in einem solchen Verbotsverfahren ein Mittel der „wehrhaften Demokratie“, das auch unabhängig von einem Erfolg vor dem Bundesverfassungsgericht eine wichtige gesellschaftliche Funktion erfüllen könne: die politische und juristische Auseinandersetzung mit der verfassungsfeindlichen Dimension der AfD und deren Normalisierung im öffentlichen Diskurs.
Im November 2021 war Quent Co-Autor einer Studie, in der dargelegt wurde, dass es „hohe signifikante Effekte der AfD-Zweitstimmenanteile auf die Anstiege der Infektionszahlen“ in den beiden ersten Wellen der Corona-Pandemie gibt.

## Forschungsschwerpunkte
Quents Arbeitsschwerpunkte sind Politische Soziologie und Öffentliche Soziologie. Er forscht zu Rassismus (Klimarassismus), Hasskriminalität, Hasssprache, Radikalisierung, Rechtsextremismus, Rechtsterrorismus und Vigilantismus. Außerdem untersucht er, wie Demokratie im Metaversum funktionieren kann. Quent publiziert Bücher, Fachartikel und Essays. Unter anderem veröffentlichte er in Aus Politik und Zeitgeschichte, Berliner Debatte Initial, beim ZDF und im Tagesspiegel.

## Rezeption und Kritik
Die Gründung des IDZ hatte 2016 in Thüringen für Kritik gesorgt. Aus Sicht von CDU und AfD wurde damals die Berliner Amadeu-Antonio-Stiftung rechtswidrig ohne Ausschreibung zum Träger der öffentlich geförderten Einrichtung bestimmt. Die Staatsanwaltschaft Erfurt prüfte nach einer anonymen Anzeige Ermittlungen wegen Untreue, sah aber keinen Anfangsverdacht.
Auch Quents Berufung zum Direktor des IDZ wurde von den Thüringer Landtagsfraktionen der AfD und der CDU kritisiert, da er zuvor Mitarbeiter der LINKEN-Abgeordneten Katharina König-Preuss war und diese laut Medienberichten schon Monate vor Gründung des Instituts verlautbaren ließ, dass Quent zum Direktor berufen werde. Im Bewerbungsverfahren war dieser dann der einzige Bewerber; der Deutschlandfunk spricht in diesem Zusammenhang von einer „sehr unattraktiv wirkenden Stellenausschreibung“. Nach einer anonymen Strafanzeige beschäftigte sich die zuständige Staatsanwaltschaft mit dem Vorwurf. Der damalige CDU-Fraktionsvorsitzende Mike Mohring kritisierte zudem, das IDZ sei darauf ausgelegt, Aufgaben des Verfassungsschutzes zu übernehmen; anders als dieser unterstehe es jedoch keiner parlamentarischen Kontrolle.
2021 untersagte das Landgericht Berlin der Thüringer AfD-Landtagsfraktion per einstweiliger Verfügung, mehrere falsche Behauptungen über Quent zu verbreiten, darunter die Darstellung, dass Quent ohne öffentliche Ausschreibung zum Gründungsdirektor des IDZ ernannt worden sei.
Quent machte nach eigener Angabe in seiner Jugend in Thüringen viele Erfahrungen durch Bedrohung und Gewalt durch Neonazis. In seinem 2019 erschienenen Buch Deutschland rechts außen lässt er auf seine eigenen Erfahrungen eine Analyse folgen, in der er ausdrücklich davor warnt, die Neue Rechte zu unterschätzen und zu verharmlosen. Das Buch wurde von der SPD-nahen Friedrich-Ebert-Stiftung im Jahr 2020 mit dem jährlich verliehenen Preis Das politische Buch ausgezeichnet und stand auf der Spiegel Bestseller-Liste. Bastian Brandau vom Deutschlandfunk nannte es das „Buch der Stunde“; der Politikwissenschaftler Vincent Wolff nannte es einen „Meilenstein“. „Matthias Quent hat sich in den vergangenen Jahren und Monaten medial zu einem wichtigen Experten von Rechtsextremismus in Deutschland entwickelt. Dieses Werk stärkt seine Position weiter“, so Wolff.

## Auszeichnungen
2016 verlieh die Stadt Jena Matthias Quent den Preis für Zivilcourage.
2019 wählte die Wochenzeitung Die Zeit Quent zu einem der 100 wichtigsten jungen Ostdeutschen.
2020 wurde sein Sachbuch Deutschland rechts außen. Wie die Rechten nach der Macht greifen und wie wir sie stoppen können mit dem Preis „Das politische Buch“ der Friedrich‑Ebert‑Stiftung ausgezeichnet.

## Schriften (Auswahl)
- Mehrebenenanalyse rechtsextremer Einstellungen: Ursachen und Verbreitung in unterschiedlichen sozioökonomischen Regionen Hessens und Thüringens (= Thematische Schriften – Reihe Politische Soziologie. Bd. 1). Meine, Magdeburg 2012, ISBN 978-3-941305-32-8.
- mit Peter Schulz: Rechtsextremismus in lokalen Kontexten. Vier vergleichende Fallstudien. VS Verlag für Sozialwissenschaften, Wiesbaden 2015, ISBN 978-3-658-07369-5.
- Rassismus, Radikalisierung, Rechtsterrorismus. Wie der NSU entstand und was er über die Gesellschaft verrät. Beltz Juventa, Weinheim 2016, ISBN 978-3-7799-3435-6 (zugleich Dissertation, Universität Jena, 2015).
- mit Daniel Geschke und Eric Peinelt: Die haben uns nicht ernst genommen. Eine Studie zu Erfahrungen von Betroffenen rechter Gewalt mit der Polizei. Ezra, Jena 2014, ISBN 978-3-00-046922-0.
- Deutschland rechts außen: Wie die Rechten nach der Macht greifen und wie wir sie stoppen können. Piper Verlag, München 2019, ISBN 978-3-492-06170-4.
- 33 Fragen. 33 Antworten. Rechtsextremismus. Piper Verlag, München 2020, ISBN 978-3-492-30775-8.
- mit Onur Suzan und Jonas Zipf: Rassismus. Macht. Vergessen. Transcript Verlag, Bielefeld 2021, ISBN 978-3-8376-5863-7.
- mit Axel Salheiser und Christoph Richter: Klimarassismus. Der Kampf der Rechten gegen die ökologische Wende. Piper Verlag, München 2022, ISBN 978-3-492-06399-9.
- mit Fabian Virchow (Hrsg.): Rechtsextrem, das neue Normal? Die AfD zwischen Verbot und Machtübernahme. Pieper Verlag, München 2024, ISBN 978-3-492-07317-2.[34]

 Beiträge in Sammelbänden und Fachzeitschriften 
- Der „Volkstod“ und die Übriggebliebenen. Rechtsradikale Angebote und Machtgewinne in abdriftenden und dörflichen Regionen. In: Berliner Debatte Initial. Bd. 25, 2014, Nr. 1, S. 40–53.
- mit Raj Kollmorgen: Innovation und Reziprozität. Zur Bedeutung von sozialen Innovationsbeziehungen in der Entwicklung des Rechtsextremismus. In: Berliner Debatte Initial. Bd. 25, 2014, Nr. 1, S. 5–17.
- Sonderfall Ost – Normalfall West? Über die Gefahr, die Ursachen des Rechtsextremismus zu verschleiern. In: Wolfgang Frindte u. a. (Hrsg.): Rechtsextremismus und „Nationalsozialistischer Untergrund“. Interdisziplinäre Debatten, Befunde und Bilanzen. VS Verlag für Sozialwissenschaften, Wiesbaden 2015.
- Neuer Vigilantismus in der Alten Welt. Bürgerwehren, Gewalt gegen Flüchtlinge und die Ambivalenz des rechten Terrors. In: Berliner Debatte Initial. Bd. 26, 2015, S. 122–134.
- Verschleierung, Radikalisierung und neue Unübersichtlichkeiten: Gefährliche Implikationen und Folgen des NPD-Verbotsverfahrens. In: Johannes Lichdi (Hrsg.): Darf die NPD wegen Taten parteiloser Neonazis verboten werden? Erkundungen zu rassistischen Akteuren in ostdeutschen Regionen und den Folgen eines NPD-Verbots. Stiftung Weiterdenken, Dresden 2016.
- Vigilantismus – die Inszenierung rechter Bürgerwehren. In: Alexander Häusler, Fabian Virchow (Hrsg.): Neue soziale Bewegung von rechts? Zukunftsängste, Abstieg der Mitte, Ressentiments. VSA, Hamburg 2016, S. 84–94.
- Selbstjustiz im Namen des Volkes? Vigilantistischer Terrorismus. In: Aus Politik und Zeitgeschichte. Nr. 24–25/2016, S. 20–26.
- Rechte Gewalt in Sachsen: Lokale Unterschiede. In: Gert Pickel, Oliver Decker (Hrsg.): Extremismus in Sachsen. Seemann und Henschel, Leipzig 2016.
- Rechtsextremismus und Hasskriminalität: Gemeinsamkeiten und Unterschiede der Ansätze. In: Kurt Möller und Florian Neuscheler, Florian (Hrsg.): Wer will die hier schon haben? Ablehnungshaltungen und Diskriminierung in Deutschland. Kohlhammer, Stuttgart 2017, S. 25–40.
- (Nicht mehr) warten auf den „Tag X“: Ziele und Gefahrenpotenzial des Rechtsterrorismus. In: APuZ 49-50, 2019, S. 20–25.
- mit Daniel Geschke, Anja Klaßen und Christoph Richter: #Hass im Netz: Der schleichende Angriff auf unsere Demokratie. In: Institut für Demokratie und Zivilgesellschaft. 2019.
- Mitautor des Friedensgutachten 2020: Im Schatten der Pandemie: letzte Chance für Europa. In: BICC/HSFK/IFSH/INEF (Hrsg.). Transcript, Bielefeld 2020.
- mit Axel Salheiser und Dagmar Weber: Gesellschaftlicher Zusammenhalt im Blätterwald: Auswertung und kritische Einordnung der Begriffsverwendung in Zeitungsartikeln (2014–2019). In: Nicole Deitelhoff, Olaf Groh-Samberg und Matthias Middell (Hrsg.): Gesellschaftlicher Zusammenhalt: Ein interdisziplinärer Dialog. Campus, Frankfurt/New York 2020, S. 73–88.
- mit Axel Salheiser, Anja Thiele, Janine Dieckmann und Daniel Geschke: Plurale Konzepte, Narrative und Praktiken gesellschaftlichen Zusammenhalts. In: Nicole Deitelhoff, Olaf Groh-Samberg und Matthias Middell (Hrsg.): Gesellschaftlicher Zusammenhalt: Ein interdisziplinärer Dialog. Frankfurt 2020.
- Der Anschlag von Halle im Kontext des zeitgenössischen globalen Rechtsterrorismus. In: Esther Dischereit (Hrsg.): Hab keine Angst, erzähl alles! Das Attentat von Halle und die Stimmen der Überlebenden. Herder, Freiburg im Breisgau 2021, S. 256–265.
- Prävention von Rechtsextremismus: Erfahrungen und Herausforderungen für Evaluation und wissenschaftliche Begleitung. In: PRIF Spotlight 7/2021, Frankfurt a. M. 2021.
- Ambivalenzen und Rechtsradikalismus. In: Bernhard Groß, Verena Krieger, Michael Lüthy und Andrea Meyer-Fraatz (Hrsg.): Ambige Verhältnisse. Uneindeutigkeit in Kunst, Politik und Alltag. Transcript, Bielefeld 2021, S. 227–293.
- mit Christoph Richter: Gegen den »Mainstream«. Ost und West im Protest vereint. In: Heike Kleffner und Matthias Meisner (Hrsg.): Fehlender Mindestabstand. Die Coronakrise und die Netzwerke der Demokratiefeinde. Herder Verlag, Freiburg 2021, S. 292–300.
- mit Christoph Richter und Axel Salheiser: Recent Trends and Perspectives: COVID-19 Pandemic Increases Right-Wing Extremism and Hatred in Europe. In: Facebook (Hrsg.): Courage Against Hate, 2021, S. 21–35.